# Ibai Salas
Ibai Salas Zorrozua (Bilbao, 4 de julio de 1991) es un ciclista español. 

## Trayectoria
En agosto del 2013 se unió en las filas del equipo Caja Rural-Seguros RGA como aprendiz tras haber destacado en el campo amateur. A la temporada siguiente ya firmó su primer contrato como profesional al recalar en las filas del conjunto Burgos-BH.
Fue sancionado por tres meses (del 23 de mayo al 23 de agosto de 2018) debido a unos valores irregulares en su pasaporte biológico. Sin embargo, finalmente fue  exonerado, porque no tuvo la oportunidad de ofrecer sus respectivas explicaciones antes de ser sancionado.
Posteriormente, en julio de 2018, fue sancionado por la Agencia Española Antidopaje (AEPSAD) con un castigo de 3 años y 9 meses por las irregularidades detectadas en su pasaporte biológico. El corredor anunció entonces que recurriría dicha sanción. En agosto de 2020 fue confirmada la sanción.

## Palmarés
No ha conseguido victorias como profesional.